# О’Донован, Джон
Джон О’Донован (англ. John O'Donovan, ирл. Seán Ó Donnabháin, 25 июля 1806, Ататимор, Килкенни — 10 декабря 1861) — один из крупнейших ирландских историков, антикваров и знатоков ирландского языка.
Джон О’Донован родился в 1806 году в местечке Ататимор в графстве Килкенни. Получил образование в Уотерфорде. Преподавал ирландский язык и работал с несколькими антикварами, изучая архивные документы и фольклор. В августе 1830 года получил работу в картографическом управлении Ирландии (Ordnance Survey Ireland) под руководством антиквара и художника Джорджа Петри. В течение 12 лет О’Донован объездил множество областей Ирландии, собирая фольклор, изучая рукописи и устанавливая происхождение различных географических названий. Впоследствии стал профессором кельтских языков в университете Белфаста, в 1856 году избран членом-корреспондентом Берлинской академии наук. О’Донован скончался 10 декабря 1861 года в Дублине и похоронен на кладбище Гласневин.
Джон О’Донован был женат на Мэри-Энн Бротон, сестре жены другого крупного ирландского учёного — Юджина О’Карри и стал отцом девяти детей.
Вместе с О’Карри Джон О’Донован является одним из основоположников изучения средневековой Ирландии. Он издал множество ключевых исторических текстов («Книга прав», «Анналы четырёх мастеров», «Фрагментарные анналы Ирландии», «Мартирология Донегола» — издана посмертно). Примечания к «Анналам четырёх мастеров», где О’Донован использовал знания, приобретённые на картографической службе, для отождествления средневековых названий мест с современными, до сих пор сохраняют свою ценность и послужили основой для других работ по топонимике Ирландии (в частности, Onomasticon Goedelicum Э. Хогана).
О’Донован принимал участие в подготовке многотомного издания «Древние законы Ирландии» (Ancient Laws of Ireland), переписывая для печати юридические манускрипты и комментируя тексты. Хотя изучение собственно древнеирландского языка тогда ещё только начиналось, огромная эрудиция и проницательность позволили О’Доновану во многих случаях верно переводить сложнейшие юридические трактаты.

## Работы Джона О’Донована (с указанием онлайн-публикаций)
- Издания О’Донована на проекте CELT (Университет Корка)
- The Banquet of Dun Na n-Gedh and The Battle of Magh Rath Архивная копия от 15 сентября 2011 на Wayback Machine
- The Tribes and Customs of Hy-Many, commonly called O’Kelly’s Country.
- The Genealogies, Tribes, and Customs of Hy-Fiachrach, Commonly Called O’Dowda’s Country Архивная копия от 9 июня 2016 на Wayback Machine
- A Grammar of the Irish Language
- Leabhar na gCeart, or The Book or Rights
- Miscellany of the Celtic Society
- The Tribes and Territories of Ancient Ossory; Comprising the Portions of O’Heerin’s and O’Dugan’s Topographical Poems Which Relate to the Families of That District
- The Tribes of Ireland: A Satire, by Aenghus O’Daly
- The Annals of the Kingdom of Ireland by the Four Masters, From the Earliest Period to the Year 1616 (volume I)
- The Annals of the Kingdom of Ireland by the Four Masters, From the Earliest Period to the Year 1616 (volume II)
- The Annals of the Kingdom of Ireland by the Four Masters, From the Earliest Period to the Year 1616 (volume III)
- Annals of the Kingdom of Ireland by the Four Masters, From the Earliest Period to the Year 1616 (volume IV)
- Annals of the Kingdom of Ireland by the Four Masters, From the Earliest Period to the Year 1616 (volume V)
- Annals of the Kingdom of Ireland by the Four Masters, From the Earliest Period to the Year 1616 (volume VI)
- The Annals of the Kingdom of Ireland by the Four Masters, From the Earliest Period to the Year 1616 (volume VII (справочный))
- Three Fragments, Copied from Ancient Sources by Dubhaltach Mac Firbisigh
- The O’Conors of Connaught: An Historical Memoir Архивная копия от 27 декабря 2019 на Wayback Machine
- The Topographical Poems of John O’Dubhagain and Giolla Na Naomh O’Huidhrin
- The Martyrology of Donegal. A Calendar of the Saints of Ireland Архивная копия от 27 апреля 2016 на Wayback Machine
- O’Reilly’s Irish-English Dictionary
- Ancient Laws of Ireland, volume I
- Ancient Laws of Ireland, volume II (нет онлайн-публикации)
- Ancient Laws of Ireland, volume III
- Ancient Laws of Ireland, volume IV Архивная копия от 18 декабря 2021 на Wayback Machine
- Ancient Laws of Ireland, volume V
- Ancient Laws of Ireland, volume VI
- Cormac’s Glossary